# Диизопропиламид лития
Диизопропиламид лития (LDA) — химическое вещество состава C6H14LiN, сильное основание, которое, благодаря растворимости в неполярных органических растворителях и отсутствию нуклеофильных свойств, получило широкое распространение в органическом синтезе.

## Получение и структура
Обычно диизопропиламид лития синтезируют непосредственно перед использованием. Стандартная методика заключается в добавлении раствора бутиллития к небольшому избытку безводного диизопропиламина в эфирном растворителе при температуре ниже 0 °С. Для приготовления больших количеств реагента проводят реакцию между стиролом либо изопреном, двумя эквивалентами лития и двумя эквивалентами диизопропиламина в диэтиловом эфире. В данном случае диен выполняет роль переносчика электронов, который восстанавливается металлическим литием, отщепляет протоны от амина, что приводит к образованию этилбензола (либо 2-метилбутена-2) и LDA. В промышленности этому методу отдают предпочтение, поскольку для получения одного моля диизопропиламида лития требуется использования одного моля лития. При получении того же реагента через бутиллитий на один моль реагента расходуется два моля лития (с учётом синтеза бутиллития при действии лития на бутилхлорид).

## Физические свойства
Диизопропиламид лития растворим в диэтиловом эфире, тетрагидрофуране, диметиловом эфире, гексаметаполе, но неустойчив в них выше 0 °С. Реагент устойчив в пентане и гексане (0,5—0,6 М раствор) при комнатной температуре в течение нескольких недель, если его не охлаждать и не концентрировать. Комплекс диизопропиламида лития с тетрагидрофураном растворим в алканах, например, циклогексане и гептане.
Общий ряд растворимости диалкиламидов лития в углеводородов таков (в порядке падения растворимости): алкилароматические (толуол лучший) > алициклические углеводороды (циклогексан) > алифатические углеводороды (гептан).

## Использование в синтезе
Диизопропиламид лития является одним из наиболее часто используемых оснований в органическом синтезе. Поскольку константа кислотности pKa его сопряжённой кислоты — диизопропиламина — составляет около 36, сам LDA является весьма сильным основанием и позволяет отщеплять протоны от самых различных органических молекул: карбонильных соединений, гетероциклических соединений, аллильных фрагментов и т. д. Из-за высокой основности LDA равновесие реакции отщепления протона практически нацело смещено вправо (то есть в сторону образования депротонированного продукта), поэтому диизопропиламид лития часто используют для проведения реакций в условиях кинетического контроля. В то же время LDA является пространственно затруднённым основанием, поэтому, в отличие от многих других оснований, не проявляет нуклеофильных свойств, что делает его ещё более привлекательным для использования в синтезе.

## Формы поставки
Диизопропиламид лития коммерчески доступен и может поставляться в следующем виде:
- твёрдое вещество;
- 2,0 М раствор в гептане/ТГФ/этилбензоле, стабилизированный диизопропиламидом магния;
- 10 % (мас.) суспензия в петролейном эфире;
- комплекс LDA·ТГФ;
- 1,5 М раствор в циклогексане;
- 2,0 М раствор в гептане[1].

## Безопасность
Диизопропиламид лития весьма чувствителен к влаге и воздуху, поэтому его необходимо хранить в инертной атмосфере. Реагент раздражает кожу и слизистые оболочки. Работа с ним должна проводиться под тягой.